# Gevlamde grasmot
De gevlamde grasmot (Cynaeda dentalis) is een vlinder uit de familie grasmotten (Crambidae). De spanwijdte van de vlinder bedraagt tussen de 19 en 22 millimeter.

## Waardplant
De gevlamde grasmot heeft slangenkruid als waardplant.

## Voorkomen in Nederland en België
De gevlamde grasmot is in Nederland een schaarse soort, vooral bekend van de Hollandse duinen en Zuid-Limburg. Ook in België is de soort schaars, en alleen bekend van de provincies Luxemburg en Namen. De soort heeft jaarlijks één generatie die vliegt van halverwege juni tot in augustus.